# Коган, Евгения Соломоновна
Ко́ган Евге́ния Соломо́новна (6 июня 1886, Самара — 28 июля 1938, Москва) — революционерка, советский партийный деятель. Вторая жена В. В. Куйбышева (1917—1919).

## Биография

### Ранние годы
Родилась 6 июня 1886 года в Самаре (по другим данным — в Умани, Киевской губернии). По национальности еврейка. Окончила гимназию, затем педагогические курсы, работала в школах учителем, собиралась поступать в Московский университет.

### Революционная деятельность
В 1905 году с началом революции решила посвятить себя политике; в 1907 году вступила в члены РСДРП. Участвуя в работе партии познакомилась с будущим мужем, видным большевиком В. В. Куйбышевым. Ушла из семьи и порвала с религией предков, посвятив себя делу революции. Неоднократно арестовывалась за публичные призывы к насильственному свержению самодержавия.
- 1908 — выслана на два года в Вологодскую губернию[1].
- 1910—1912 — на нелегальной партийной работе в Николаеве, Одессе, Херсоне, с 1913 — в Киеве[1].
- 1912 — вступила в одну из большевистских «боевых дружин»[3].
- 1914 — арестована за незаконное хранение оружия и боеприпасов, следствие затянулось и дело не дошло до суда[3]. По другим данным — сослана на два года в Полтавскую губернию[1].
- 1915 — переведена в Самару под гласный надзор полиции[1].
- 1917 год член Самарского губернского революционного комитета (ревкома), активная участница октябрьской революции в Самаре.[3]

### Гражданская война
- 1917 — после февральской революции, секретарь самарского губкома РСДРП (б) по оргработе, член исполкома самарского Совета[1].
- 1918—1920 — член ревтрибунала 1-й армии[1].

### Дальнейшая карьера
- 1920—1921 — секретарь Ташкентского горкома ВКП(б).
- 1921—1926 — завотделом агитпропа Сокольнического райкома ВКП(б), Москва.
- 1926—1930 — завотделом Московского обкома ВКП(б).
- 1930 — секретарь Московского горкома ВКП(б) (МГК) по пропаганде.
- 1931 (январь) — 1934 (май) — второй секретарь МГК ВКП(б)[Прим. 1].
- 26 января—10 февраля 1934 года делегат XVII съезда ВКП(б) с решающим голосом от Московской парторганизации[4].
- 1934 — член Центральной ревизионной комиссии ВКП(б).
- 1936—1937 — заместитель председателя Моссовета[Прим. 2].

### Арест и гибель
Арестована 2 ноября 1937 года по обвинению в создании «московского правотроцкистского центра». По свидетельству К. П. Чудиновой, Коган подписала признательный протокол, не выдержав пыток. Чудинова воспоминала о своей встрече с Коган во внутренней тюрьме НКВД:

В камеру вошла маленькая худенькая женщина с узелком в руках, и я узнала Евгению Соломоновну Коган, секретаря Московского горкома партии, с которой я повседневно встречалась как секретарь райкома. Она стала меня умолять: «Дорогая Ксения, прошу тебя, как лучший друг, как лучший товарищ, не подписывай клеветы. Это ужасно, но я не выдержала мук и подписала. Теперь все кончено. В вашу камеру меня привели случайно. Утром, вероятно, мне объявят приговор».
В тюрьме Евгения Соломоновна находилась больше 10 месяцев, взяли её без всяких вещей, и на ней была изодранная кофта. Тут же мы договорились, чтобы она не подписывала приговор без очков, которые у неё забрали.
Ночью её увели, но быстро вернули, и она успела сказать, что приговор ей зачитали: 15 лет в тюрьме строгого режима. Она попросила очки, и её вернули за ними: очки находились у коменданта тюрьмы. Почти сразу её снова увели, и больше я о её судьбе ничего не знаю….Исключительно тяжелое впечатление произвел рассказ Евгении Соломоновны о том, что её дочь Галя (от В. В. Куйбышева) отказалась выйти из своей комнаты проститься. Мать оправдывала дочь: «Я ведь сама воспитывала её в слепой вере в обоснованность арестов. Если наши органы кого-то берут, то наверняка есть основания».

Была расстреляна 28 июля 1938 года по приговору Военной коллегии Верховного Суда СССР (полигон Коммунарка). Посмертно реабилитирована 3 ноября 1954 года.

## Роман с Куйбышевым
О личной жизни Е. С. Коган на протяжении первых 30 лет её жизни известно мало. С Куйбышевым она вступила в близкие отношения в 1917 г. в Самаре, где работала секретарём самарского губкома РСДРП(б), председателем которого был В. В. Куйбышев. Отношения продолжались до отъезда Куйбышева из Самары в 1919 г., но зарегистрированы не были. В 1919 г. Е. С. Коган родила дочь Галину. О дальнейшей личной жизни Е. С. Коган ничего не известно.

## Награды
- 1931 — Орден Ленина в связи с 20-летием Международного женского дня 8 марта и за выдающуюся работу в области коммунистического просвещения работниц и крестьянок.